# Vladimir Albitskij
Vladimir Aleksandrovitj Albitskij (ryska: Владимир Александрович Альбицкий), född 16 juni 1891, död 15 juni 1952, var en rysk-sovjetisk astronom.
Han var verksam vid Simeizobservatoriet på Krimhalvön.
Minor Planet Center listar honom som V. Albitskij och som upptäckare av 10 asteroider, mellan 1923 och 1925.
Asteroiden 1783 Albitskij är uppkallade efter honom.

## Asteroid upptäckt av Vladimir Albitskij
| 1002 Olbersia    | 15 augusti 1923   |
| 1007 Pawlowia    | 5 oktober 1923    |
| 1022 Olympiada   | 23 juni 1924      |
| 1028 Lydina      | 6 november 1923   |
| 1030 Vitja       | 25 maj 1924       |
| 1034 Mozartia    | 7 september 1924  |
| 1059 Mussorgskia | 19 juli 1925      |
| 1071 Brita       | 3 mars 1924       |
| 1283 Komsomolia  | 25 september 1925 |
| 1330 Spiridonia  | 17 februari 1925  |